# John Gabriel Borkman
John Gabriel Borkman es una obra de teatro en cuatro actos del dramaturgo noruego Henrik Ibsen publicada el 15 de diciembre de 1896.

## Argumento
John  Gabriel Borkman es un adinerado gestor financiero que acostumbraba a especular con el dinero de los clientes de su banco, lo que le hace acabar en prisión y arruina a su familia. Tras ser liberado y, transcurridos ocho años, Borkman discute con su esposa Gunhild y la hermana gemela de ésta Ella Rentheim acerca del futuro del joven Erhart Borkman, hijo del matrimonio, criado por su tía, que desea adoptarlo. El joven rechaza, sin embargo, a las dos mujeres. Por su parte, John se da cuenta de que su desastrosa vida está en el origen de toda la desgracia que lo rodea y finalmente muere.

## Personajes
- John Gabriel Borkman
- Gunhild Borkman, su esposa
- Erhart Borkman, su hijo
- Ella Renthei
- Fanny Wilton
- Vilhelm Foldal
- Frida Foldal
- Malene

## Representaciones destacadas
- Avenue Theater, Londres, 14 de diciembre de 1896. Lectura dramatizada (en noruego).

- Suomalainen Teaatteri / Svenska Teatern, Helsinki, 10 de enero de 1897. Estreno Mundial simultáneamente en dos teatros, con sendas representaciones en finés y sueco.[3]

- Hoyt's Theatre, Broadway, Nueva York, 1897.[4]
  - Intérpretes: E.J. Henley (John), Maude Banks (Gulhild), John Blair (Erhart), Ann Warrington (Ella).

- Deutsches Theater, Berlín, 1908. (en italiano).
  - Intérpretes:  Dante Capelli (John), Argenide Scalambretti (Gulhild), Armando Lavaggi (Erhart), Eleonora Duse (Ella).

- International Theatre, Broadway, 1946.
  - Intérpretes: Victor Jory (John), Margaret Webster (Gulhild), William Windom (Erhart), Eva Le Gallienne (Ella).

- Teatro María Guerrero, Madrid, 1954.
  - Dirección: Fernando Albert.
  - Intérpretes: Mario Antolín (John), Flor de Colmenares (Gulhild), José Manuel Jiménez (Erhart), María del Pilar Fernández Labrador (Ella), Asunción Villamil, María Fernanda D'Ocón.

- Duchess Theatre, Londres, 1963.
  - Dirección: David Ross.
  - Intérpretes: Donald Wolfit (John), Flora Robson (Gulhild), Patrick Mower (Erhart), Margaret Rawlings (Ella).

- Royal National Theatre, Londres, 1975.
  - Intérpretes: Ralph Richardson (John), Wendy Hiller (Gulhild), Frank Grimes (Erhart), Peggy Ashcroft (Ella).

- Circle in the Square Theatre, Broadway, 1980.
  - Intérpretes: E. G. Marshall (John), Rosemary Murphy (Gulhild), Freddie Lehne (Erhart), Irene Worth (Ella).

- Teatro Espronceda, Madrid, 1981.[5]
  - Adaptación: José María Pou.
  - Dirección: Ángel García Moreno.
  - Escenografía: Javier Artiñano.
  - Intérpretes: Marisa de Leza, Amparo Baró, Arturo López, Félix Navarro, Celia Castro, Montse Calvo, Cristina Durán y Juan Carlos Naya.

- Théâtre Vidy-Lausanne, Lausana, 1993.
  - Dirección: Luc Bondy.
  - Intérpretes: Michel Piccoli, (John), Bulle Ogier (Gulhild), Bernard Nissille (Erhart), Nada Strancar (Ella), Catherine Frot (Fanny).[6]

- The Lyttelton Theatre, Londres, 1996.
  - Dirección: Shepard Sobel.
  - Intérpretes: Paul Scofield, (John), Eileen Atkins (Gulhild), Oliver Milburn (Erhart), Vanessa Redgrave (Ella).

- Harvey Theater, Nueva York, 2011.[7]
  - Intérpretes: Alan Rickman (Borkman), Lindsay Duncan (Ella), Fiona Shaw (Gunhil).